# Dorian Awards 2010
La 1ª edizione dei Dorian Awards si è tenuta nel 2010 a Los Angeles. Durante la cerimonia sono state premiate le migliori produzioni cinematografiche e televisive del 2009.
In seguito sono elencate le categorie. Il relativo vincitore è stato indicato in grassetto

## Cinema

### Film dell'anno
- A Single Man , regia di Tom Ford
- (500) giorni insieme ((500) Days of Summer), regia di Marc Webb
- Bright Star, regia di Jane Campion
- Precious, regia di Lee Daniels
- Up, regia di Pete Docter e Bob Peterson

### Film a tematica LGBTQ dell'anno
- A Single Man , regia di Tom Ford
- Outrage, regia di Kirby Dick
- Precious, regia di Lee Daniels

### Film "campy" dell'anno
- Obsessed, regia di Steve Shill
- Drag Me to Hell, regia di Sam Raimi
- Julie & Julia, regia di Nora Ephron
- Orphan, regia di Jaume Collet-Serra
- Whip It, regia di Shauna Cross

### Performance cinematografica dell'anno
- Colin Firth – A Single Man
- Mo'Nique – Precious
- Jeremy Renner – The Hurt Locker
- Catalina Saavedra – Affetti & dispetti (La nana)
- Gabourey Sidibe – Precious

## Televisione

### Serie, miniserie o film tv drammatico dell'anno
- Grey Gardens - Dive per sempre (Grey Gardens), regia di Michael Sucsy (film tv)
- Dexter
- Lost
- Mad Men
- True Blood

### Serie, miniserie o film tv commedia o musicale dell'anno
- Glee
- 30 Rock
- Modern Family
- Nurse Jackie - Terapia d'urto (Nurse Jackie)
- Ugly Betty

### Serie, miniserie, film tv o altra trasmissione a tematica LGBTQ dell'anno
- Prayers for Bobby , regia di Russell Mulcahy (film tv)
- An Englishman in New York, regia di Richard Laxton (film tv)
- Glee
- Modern Family
- True Blood

### Serie, miniserie, film tv o altra trasmissione "campy" dell'anno
- Glee
- The Colbert Report (talk show)
- Grey Gardens - Dive per sempre (Grey Gardens)
- Jersey Shore (reality show)
- The Real Housewives of New Jersey (reality show)

### Performance dell'anno di genere drammatico
- Drew Barrymore – Grey Gardens - Dive per sempre (Grey Gardens)
- Glenn Close – Damages
- Michael C. Hall – Dexter
- Jon Hamm – Mad Men
- Sigourney Weaver – Prayers for Bobby

### Performance dell'anno di genere commedia o musicale
- Jane Lynch – Glee
- Alec Baldwin – 30 Rock
- Edie Falco – Nurse Jackie - Terapia d'urto (Nurse Jackie)
- Adam Lambert – American Music Award
- Lea Michele – Glee
- Kristen Wiig – Saturday Night Live

## Altri premi

### Spirito selvaggio dell'anno (Wilde Wit of the year Award)
- Rachel Maddow
- Stephen Colbert e gli autori di The Colbert Report
- Kirby Dick, regista di Outrage
- Tina Fey e gli autori di 30 Rock
- Jon Stewart e gli autori del Daily Show

### Timeless Award
- Cloris Leachman
- Eva contro Eva (All About Eve), regia di Joseph L. Mankiewicz